# Papina nezabludivost
Papina nezabludivost je dogma u katoličkoj teologiji prema kojoj papa ne može zabluditi u pitanjima vjere i moralnog nauka kad naučava ex cathedra. To ne znači da on kao osoba ne bi mogao pogriješiti ili biti grešan, već se ta odluka odnosi isključivo na svečano izjavljivanje određenog nauka. Dosad su se pape samo jedanput poslužili tom odlukom, kad je proglašena dogma o uznesenju Blažene Djevice Marije na nebo, što je bio sadržaj vjere već u prvoj Crkvi o čemu svjedoče spisi iz 2. stoljeća (npr. Dormitio Mariae), kao i zajednička predaja Katoličke i svih Pravoslavnih crkava.
Ova doktrina dogmatski je definirana na Prvom vatikanskom saboru 18. srpnja 1870. Josip Juraj Strossmayer bio je jedan od najzapaženijih protivnika papine nezabludivosti i tom se prilikom istaknuo kao vičan govornik održavši čuveni trosatni govor protiv dogme o papinskoj nezabludivosti, poslije kojeg je s manjom skupinom biskupa napustio Rim, ne htijući, poput biskupa koji su kasnije osnovali Starokatoličku crkvu, glasovati protiv papina prijedloga. Bio je motiviran željom za poboljšanjem odnosa s pravoslavcima s kojima je živio u svojoj biskupiji, a ne doktrinalnim razlozima. Saborsku konstituciju kojom se proglašava nova dogma 1872. g. objavio je u svojoj biskupiji, što je značilo i njegov konačni pristanak.
Sve protestantske crkve odbacuju papi pravo na poglavarstvo nad Crkvom, te samim time i nezabludivost.

## Vanjske poveznice
- Govor Josipa Jurja Strossmayera u Vatikanu povodom proglašenja dogme o papinoj nezabludivosti
- Nepogrješivost pape detaljnije  Arhivirana inačica izvorne stranice od 25. lipnja 2012. (Wayback Machine)
- Osvrt o krivotvorini Strossmayerovog govora  Arhivirana inačica izvorne stranice od 12. travnja 2011. (Wayback Machine)